# 베를린 게준트브루넨역
베를린 게준트브루넨역(노르트크로이츠)(Bahnhof Berlin Gesundbrunnen (Nordkreuz))은 베를린 미테구 게준트브루넨에 있는 베를린 순환선상의 철도역이다. 바트슈트라세(Badstraße)와 브루넨슈트라세(Brunnenstraße)가 이어지는 지점에 있으며, 독일에서 1급역으로 분류되어 있다. 2019년 기준 일일 이용객은 20만 3000명이다.
승강장은 총 5면 10선이며, ICE, IC, EC와 베를린 S반 및 RE, RB 노선으로의 주요 환승역이다. 도시 철도역인 U8 게준트브루넨역과 연계된다.

## 위치

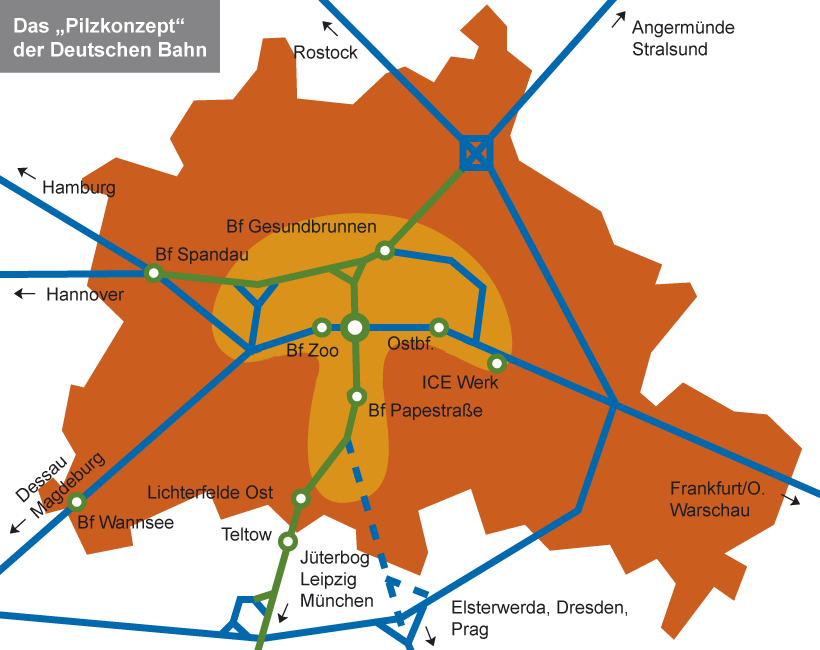
버섯 개념(Pilzkonzept) 하에서의 게준트브루넨역 위치

지형적으로는 팡케탈(Panketal) 고개의 남쪽 부분 훔볼트 고원(Humboldthöhe)에 역사가 위치해 있다. 교통 입지적으로는 베를린 순환선의 북쪽에 위치해 있다. 바트슈트라세/브루넨슈트라세 방면 주 출구 외에도 스비네뮌더 슈트라세(Swinemünder Straße) 방면 동쪽 출입구가 있다. 조차 시설은 서쪽의 바트슈트라세까지 이어진다. 베를린 중앙역 건설 당시 버섯 개념 하에서 게준트브루넨은 베를린 북부의 장거리 및 지역간 열차 거점 정차역으로 지정되었다.

## 역세권
역 지상으로는 하네조베크플라츠(Hanne-Sobek-Platz)가 펼쳐져 있다. 재개장 이후 2006년 5월 헤르타 BSC의 축구 선수이자 1929/1930, 1930/1931 시즌에 팀을 우승으로 이끈 하네 조베크의 이름을 따서 개명되었다. 당시의 경기장인 슈타디온 암 게준트브루넨(Stadion am Gesundbrunnen)은 게준트브루넨역 바로 뒤에 있었으며, 현재는 주거지로 재개발되었다. 한네 조베크는 이 역 일대에 거주한 적이 있었다.
도이체 반은 탑이 5개 있는 대합실을 역 광장에 건설하려고 했으나, 구조적 및 경제젹 이유로 건설되지 못했다. 역 광장이 교량 구조물로 이루어져 있어서 최대 지탱 중량에는 한계가 있었다. 이후 2층 규모 대합실을 지으려고 했던 시도 역시 투자자가 없어서 좌절되었다. 대합실이 없었던 시기에는 ICE가 정차하는 독일 전체 철도역 중에서 대합실이 없는 유일한 역이었다. 대합실 자리에는 컨테이너 구조물로 만든 상가, 노점, 승차권 자동발매기가 있었다.
2013년에 단순한 양식의 대합실이 착공했다. 회색 외장과 유리벽으로 외부를 꾸몄으며 대합실 규모는 1층, 7700 m²이다. 총 85개의 기둥으로 지지되고 있으며 최대 10 m까지 올라가는 상부 조명이 설치되어 있다. 원래 계획에는 옥상에 태양 전지판을 설치하려고 했으나 연방정부로부터의 예산이 감축되면서 설치되지 못했다. 대합실 내에는 가게가 15곳 있으며, 매표소, 독일 연방경찰 사무소가 있다. 2014년 가을에 구조물이 완공되었으며 1000만 유로의 예산이 투입되었다. 대합실 건물은 2015년 가을에 개장했다. 전체 건물 완공은 2016년 6월 25일이었다.
역 북쪽으로는 1997년에 개장한 쇼핑 센터인 게준트브루넨첸터(Gesundbrunnen-Center)가 있다. 2008년에는 역 남쪽에 Fachmarktzentrum Brunnenstraße 건물에 개장했으며 주 사용자는 카우프란트이다.

## 인접 철도역
게준트브루넨에서는 베를린 S반의 북부 방면 노선 3개(헤니히스도르프, 오라니엔부르크, 베르나우 바이 베를린)가 합류 및 분기한다. 남쪽으로는 베를린 도심으로 진입하여 텔토, 블랑켄펠데, 반제 방면으로 합류 및 분기한다. 베를린 순환선 S반 열차 및 일부 장거리 열차도 정차한다.
장거리 및 지역간 열차는 베를린 북쪽으로 가는 IC 및 RE 열차의 주요 지점이다. 주요 행선지는 노이슈트렐리츠, 로스토크, 슈트랄준트이며, 이외에도 앙거뮌데, 슈베트, 그라이프스발트 방면 열차 및 폴란드 슈체친 방면 열차가 줄발한다. 남쪽으로는 엘스터베르다, 뷘스도르프, 루터슈타트 비텐베르크 및 팔켄베르크/엘스터 방면 열차가 출발한다.
도시 철도역은 베를린 U8을 운행하는 열차가 정차한다. 베를린 버스 247번으로 환승할 수 있다.

### 지역간 및 광역 철도
| RE·RB                                       | RE·RB     | RE·RB                                                |
| ------------------------------------------- | --------- | ---------------------------------------------------- |
| 중앙역 베를린 중앙역 방면                   | FEX       | 오스트크로이츠 BER 공항 방면                         |
| 중앙역 루터슈타트 비텐베르크 방면           | RE 3      | 베르나우 바이 베를린 슈베트 (오데르)/슈트랄준트 방면 |
| 중앙역 쥐트크로이츠 방면                    | RE 5      | 오라니엔부르크 로스토크/슈트랄준트 방면              |
| 융페른하이데 포츠담 방면                    | RB 21     | 시·종착역                                            |
| 시·종착역                                   | RB 27     | 쇠너린데 클로스터펠데 방면                           |
| 리히텐베르크 방면                           | RB 54     | 뢰벤베르크 (마르크) 라인스베르크 (마르크) 방면       |
| 시·종착역                                   | RE 66     | 베르나우 바이 베를린 슈체친 방면                     |
| 베를린 S반                                  |           |                                                      |
| 보른홀머 슈트라세 오라니엔부르크 방면       | S1        | 훔볼트하인 반제 방면                                 |
| 보른홀머 슈트라세 베르나우 바이 베를린 방면 | S2        | 훔볼트하인 블랑켄펠데 방면                           |
| 보른홀머 슈트라세 헤니히스도르프 방면       | S25       | 훔볼트하인 텔토 슈타트 방면                          |
| 보른홀머 슈트라세 블랑켄부르크 방면         | S26       | 훔볼트하인 텔토 슈타트 방면                          |
| 베딩 반시계방향 순환                        | S41 · S42 | 쇤하우저 알레 시계방향 순환                          |
| 베를린 지하철                               |           |                                                      |
| 볼타슈트라세 헤르만슈트라세 방면            | U8        | 팡크슈트라세 비테나우 방면                           |

## 참고 문헌
- Peter Bley: Berliner Nordbahn: 125 Jahre Eisenbahn Berlin-Neustrelitz-Stralsund. Bernd Neddermeyer, Berlin 2002, ISBN 3-933254-33-7.
- Peter Bley: Berliner S-Bahn. alba, Düsseldorf 2003, ISBN 3-87094-363-7.
- Ulrich Lemke, Uwe Poppel: Berliner U-Bahn. alba, Düsseldorf 1992, ISBN 3-87094-346-7.
- Ausstellungskatalog: Weddinger Heimatverein.
- Ausstellungskatalog: Hertha BSC, Berlin 1997, Neuauflage 2006.